# Neurogomphus angustisigna
Neurogomphus angustisigna là loài chuồn chuồn trong họ Gomphidae. Loài này được Pinhey mô tả khoa học đầu tiên năm 1971.